# Esmaël Gonçalves
Esmaël Ruti Tavares Cruz da Silva Gonçalves – noto solo come Esmaël Gonçalves – (Bissau, 25 giugno 1991) è un calciatore portoghese naturalizzato guineense, attaccante del Lusitânia.

## Carriera
Ha giocato nella massima serie di Portogallo e Francia.

## Palmarès

### Club

#### Competizioni nazionali
- Coppa di Lega scozzese: 1

St. Mirren: 2012-2013
- Supercoppa di Cipro: 1

APOEL: 2013
- Campionato uzbeko: 1

Paxtakor: 2019

### Individuale
- Capocannoniere del campionato uzbeko: 1

2018 (12 gol)